# Benji Gregory
Benji Gregory, nome artístico de Benjamin Gregory Hertzberg, (Los Angeles, 26 de maio de 1978 -  Peoria, 13 de junho de 2024) foi um ator infantil norte-americano. É mais conhecido pelo papel de Brian Tanner na sitcom ALF,  de 1986 a 1990.

## Vida e carreira
Seu pai, tios e irmã são todos atores. Sua avó foi sua agente. Antes de sua passagem em ALF, apareceu em diversas produções de TV como Fantastic Max (1988-1990), Pound Puppies (1986-1987), Murphy Brown (1988), The A-Team (1984), T.J. Hooker (1984), Amazing Stories (1985), The Twilight Zone (1985) e Mr. Boogedy (1986). Também esteve no filme Jumpin' Jack Flash, com Whoopi Goldberg (1986).
Gregory apareceu como ele mesmo na série da NBC The More You Know, nos game shows infantis I'm Telling! e Fun House, bem como em um episódio infantil de The Dating Game.
Fez uma pequena participação em Punky Brewster interpretando um órfão. Estava programado para estrelar um spin-off desta série, chamado "Fenster Hall", que, entretanto, jamais chegou a ser produzido. Deu voz a Edgar no filme de animação Once Upon a Forest. 
Estudou na Academy of Art University, em San Francisco, Califórnia. Continuou sua carreira na indústria do entretenimento, mas não mais como ator.

## Morte
Benji Gregory foi encontrado morto dentro de um carro, na cidade de Peoria, no Arizona. O veículo estava no estacionamento de um banco.
Além de Gregory, o seu cão de estimação, Hans, também foi morreu no local.
Testemunhas afirmaram que o ator teria adormecido no carro no dia anterior, falecendo em decorrência de uma possível insolação. A família não informou a causa da morte.
Segundo relatos de Rebecca Gregory, irmã de Benji, o ator enfrentava transtorno bipolar, depressão e sofria de um distúrbio de sono.

## Filmografia
- 1993 Once Upon a Forest... Edgar (voz, como Ben Gregory)
- 1992 Lady Against the Odds (Filme para a TV)... Garoto do jornal (como Ben Gregory)
- 1991 Never Forget (Filme para a TV)... Kenny Mermelstein (as Ben Gregory)
- 1991 Murphy Brown (Série de TV)... Brian (1 episódio)
- 1986-1990 ALF (Série de TV)... Brian Tanner (101 episódios)
- 1989 Fantastic Max (Série de TV)... Benjamin 'Ben' Letterman (voz) (1 episódio)
- 1987 Alf Loves a Mystery (Filme para a TV)... Kid Cameron
- 1986 Jumpin' Jack Flash... Harry Carlson Jr.
- 1986 Abertura Disneylândia (Série de TV)... R.E. Davis (1 episódio)
- 1986 Thompson's Last Run (Filme para a TV)... Little John (como Benjamin Gregory)
- 1985 The Twilight Zone (Série de TV)... Boy (segmento "Night of the Meek")
- 1985 Amazing Stories (Série de TV)... Sam (como Benjie Gregory)
- 1985 Punky Brewster (Série de TV)... Dash (2 episódios)
- 1984 T.J. Hooker (Série de TV)... Sean (1 episódio)
- 1984 The A-Team (Série de TV)... Eric (1 episódio)